# Hemiptocha agraphella
Hemiptocha agraphella là một loài bướm đêm trong họ Crambidae.